# 2A (Widerstandsnetzwerk)
2A war ein Zusammenschluss verschiedener Widerstandsgruppen gegen die deutsche Besatzung Norwegens während des Zweiten Weltkrieges. Sie existierte von 1941 bis 1943. 
Das 2A-System war ein Netzwerk von Anti-NS-Gruppen um Oslo herum. Der Zusammenschluss ging auch über die verschiedenen politischen Richtungen hinaus, da manche Mitglieder einen konservativen, andere einen kommunistischen Hintergrund hatten. Bekannte Mitglieder waren Karl Armin Fürst, Øyvind Øwre, Trygve Høgberg, Sverre Ellingsen, Rolf Tjersland, Jan Skappel, Gunnar Sønsteby, Asbjørn Bryhn und Alvhild Hovland.